# Dobson-Spektrophotometer
Ein Dobson-Spektrophotometer ist ein differenzielles optisches Absorptionsspektrometer zur Bestimmung der Stärke der Ozonschicht. Das Gerät wurde zwischen 1923 und 1931 von Gordon Dobson entwickelt. Nach ihm wurde die Dobson-Einheit für das Messergebnis benannt. Bis Ende des 20. Jahrhunderts wurden 135 Geräte hergestellt, davon sind heute noch rund 80 im operationellen Einsatz. 

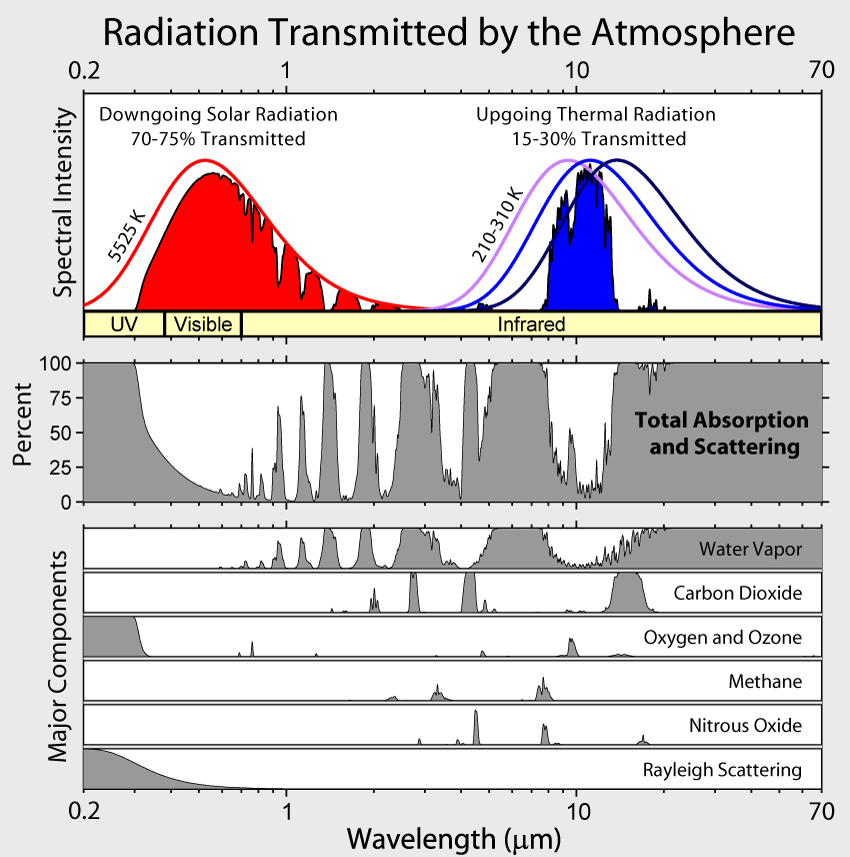
Ozon verursacht einen steilen Abfall der atmosphärischen Transmission bei 300 nm Wellenlänge. Die Rayleigh-Streuung verläuft flacher.

## Messprinzip
Das Dobson-Spektrophotometer arbeitet im Übergangsbereich von UV-A und -B. Lichtquelle ist die Sonne. Im Gerät zerlegt ein Prisma das Licht spektral. Bei zwei bis sechs Wellenlängen werden paarweise Intensitätsverhältnisse bestimmt, indem die größere Intensität durch einen Graukeil auf die geringere abgeschwächt wird. Bei einer Wellenlänge im UV-B, z. B. 305,5 nm, absorbiert Ozon stark (Hartley-Bande), bei einer anderen im UV-A, z. B. 325,4 nm, dringt die UV-Strahlung fast ungehindert durch die Ozonschicht.
Nach dem Lambert-Beerschen Absorptionsgesetz hängt das an der Verschiebung des Graukeils abgelesene Transmissionsverhältnis von der im Labor gemessenen Differenz der Absorptionskoeffizienten bei den beiden Wellenlängen und von der über den durchstrahlten Weg integrierten Konzentration ab. Für die gesuchte Schichtdicke ist durch den Kosinus der Zenitdistanz der Sonne zu dividieren. Daneben ist die weniger stark wellenlängenabhängige Rayleigh-Streuung an Luftmolekülen zu berücksichtigen. Der variierende Aerosolgehalt der Atmosphäre (Staub, Tröpfchen) stört kaum, da die Mie-Streuung nur schwach wellenlängenabhängig ist. So ist es möglich, auch bei völlig bedecktem Himmel zu messen.

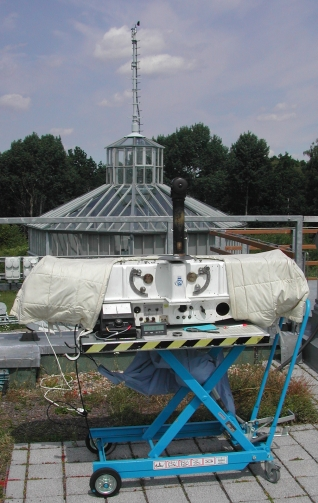
Dobson-Spektrophotometer D071 des Meteorologischen Observatoriums Lindenberg

## Dobson-Spektrophotometer in Deutschland
In Deutschland sind derzeit drei Geräte im Einsatz: D071 im Meteorologischen Observatorium Lindenberg, D064 und D104 im Meteorologischen Observatorium Hohenpeißenberg, wobei das Gerät D064 als Regional Standard Instrument für Europa zur Kalibrierung der europäischen Dobson-Spektrophotometer verwendet wird.